# Voorzitter van de Europese Centrale Bank
De voorzitter van de Europese Centrale Bank  is het hoofd van de Europese Centrale Bank (ECB), 
de instelling verantwoordelijk voor het monetair beleid in de eurozone.
De voorzitter zit de directie van de Europese Centrale Bank voor, de raad van bestuur en de algemene raad. Deze persoon vertegenwoordigt de bank ook in het buitenland, bijvoorbeeld in de G20. De voorzitter wordt verkozen via een meerderheid in de Europese Raad, de facto door de lidstaten die de euro hebben aangenomen, voor een niet-verlengbare termijn van acht jaar.

## Lijst van voorzitters
Lijst van voorzitters sinds de oprichting van de ECB op 1 juni 1998:
| Voorzitter | Voorzitter          | Land      | Mandaat         | Mandaat                               | Noten | Foto | Handtekening |
| ---------- | ------------------- | --------- | --------------- | ------------------------------------- | ----- | ---- | ------------ |
| 1          | Wim Duisenberg      | Nederland | 1 juni 1998     | 31 oktober 2003 (5 jaar en 4 maanden) |       |      |              |
| 2          | Jean-Claude Trichet | Frankrijk | 1 november 2003 | 31 oktober 2011 (8 jaar)              |       |      |              |
| 3          | Mario Draghi        | Italië    | 1 november 2011 | 31 oktober 2019 (8 jaar)              |       |      |              |
| 4          | Christine Lagarde   | Frankrijk | 1 november 2019 | heden                                 |       |      |              |

## Lijst van vicevoorzitters
Lijst van vicevoorzitters sinds de oprichting van de ECB op 1 juni 1998:
| Vicevoorzitter | Vicevoorzitter   | Mandaat     | Mandaat     |
| -------------- | ---------------- | ----------- | ----------- |
| 1              | Christian Noyer  | 1 juni 1998 | 31 mei 2002 |
| 2              | Lucas Papademos  | 31 mei 2002 | 31 mei 2010 |
| 3              | Vítor Constâncio | 1 juni 2010 | 31 mei 2018 |
| 3              | Luis de Guindos  | 1 juni 2018 | heden       |